# كارليس ألينيا
كارليس ألينيا كاستيلو (بالإسبانية: iña) (المولود 5 يناير 1998) لاعب كرة قدم إسباني يلعب حاليًا مع نادي خيتافي الإسباني كلاعب وسط.

## المسيرة
ولد كارليس في ماتارو في برشلونة وانتقل إلى ناشئي برشلونة، لا ماسيا، عام 2006 وهو بعمر ثمان سنوات بعد نجاحه في تجارب الدخول. لعب أول مباراة له مع برشلونة ب يوم 29 أغسطس 2015 بعد أن دخل متؤخرًا كبديل لديفيد بابنسكي في مباراة من دوري الدرجة الثانية الإسباني ضد بوبلا مافوميت انتهت بالتعادل السلبي.
لعب ألينيا أول مباراة له مع الفريق الأول يوم 30 نوفمبر 2016 مسجلًا هدف التعادل لفريقه ضد إيركوليس في ذهاب دور الـ32 من كأس ملك إسبانيا والذي انتهى بالتعادل الإيجابي لهدف لمثله.
ولعب ألينيا أول مباراة له مع الفريق الأول في الدوري الإسباني في 2 أبريل 2017، بعد دخوله كبديل في الشوط الثاني لإيفان راكيتيتش في المباراة التي انتهت بفوز برشلونة 4-1 أمام غرناطة. في 28 يونيو، وقع ألينيا على عقده الاحترافي مع الفريق الأول لثلاث سنوات مع كسر عقد يبلغ 75 مليون يورو. في يوليو 2018، تم ترشيح ألينيا لجائزة الفتى الذهبي. في 4 ديسمبر 2018، تم تثبيت ألينيا رسميا مع الفريق الأول بعد يومين فقط من تسجيله أول أهدافه في الدوري الاسباني أمام فياريال.

## الإنجازات

### النادي
برشلونة
- كأس ملك اسبانيا: 2016–17، 2017–18

## حياته الشخصية
والد ألينيا، فرانسيسك، كان لاعب كرة قدم أيضا. مهاجم لعب لعدة أندية في فترة الثمانينيات والتسعينيات.

## روابط خارجية
- كارليس ألينيا على موقع الاتحاد الأوربي (الإنجليزية)
- كارليس ألينيا على موقع قاعدة بيانات كرة القدم.إي يو (الإنجليزية)
- كارليس ألينيا على موقع Soccerway.com (الإنجليزية)
- كارليس ألينيا على موقع عالم كرة القدم.نت (الإنجليزية)
- كارليس ألينيا على موقع AS.com (الإسبانية)